# Блокування Вікіпедії у Венесуелі

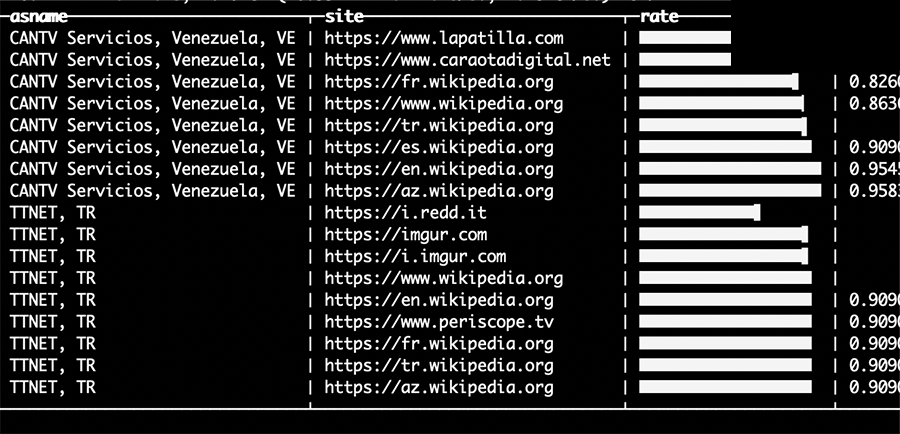
Звіт по Netblocks про інцидент у розвитку блокади Вікіпедії у Венесуелі CANTV за 12 січня 2019 року.

Блокування Вікіпедії у Венесуелі почалося 11 січня 2019 року і зводиться до цензури Вікіпедії в цілому з боку державної компанії CANTV, основного постачальника телекомунікаційних послуг і оператора доменних імен. Відповідно до кількості користувачів CANTV, рішення про блокування зачіпає приблизно 1,5 мільйона чоловік на всій території Венесуели. У своїй заяві некомерційна організація Вікімедіа Венесуела зазначила 

Кожен день ми отримуємо повідомлення від користувачів, які не можуть отримати доступу до Вікіпедії або інших наших проектів, і ми надаємо їм стандартні поради, але в даному випадку це проблема, яку ми, на жаль, не можемо усунути, і ми дуже жалкуємо.
Оригінальний текст (ісп.)
A diario recibimos reportes de usuarios que no pueden acceder a Wikipedia o a alguno de nuestros proyectos, y les brindamos una asesoría estándar, pero en este caso, son inconvenientes que infortunadamente no podemos resolver y que lamentamos mucho
— Wikimedia Venezuela на сайті CNET, 13 січня 2019. Wikipedia es bloqueada por el gobierno de Venezuela.

## Контекст
Блокування було викликане війнами правок навколо іспанських версій статей про Ніколаса Мадуро, Хуана Гуайдо, а також навколо статей «Президент Венесуели» і «Список президентів Венесуели». Причиною конфліктів стали взаємовиключні редагування, внесені як зареєстрованими користувачами Вікіпедії, так і анонімами, у зв'язку зі спірним переобранням Ніколаса Мадуро на пост президента Венесуели на період 2019-2025 років, і паралельного проголошення президентом Хуана Гуайдо, голови Національних зборів Венесуели, а також про хронологію президентства. 

## Блокування
Вдень 12 січня 2019 року наглядовий інтернет-ресурс NetBlocks зібрав технічні докази блокування всіх мовних версій Вікіпедії у Венесуелі. Обмеження були введені з боку CANTV, найбільшого телекомунікаційного провайдера в країні. NetBlocks виявив серйозне порушення роботи мережі, що зачіпає телекомунікаційну інфраструктуру, яке збіглося з іншими обмеженнями, що впливають на можливість венесуельців отримувати доступ до інформації в попередні 24 години. Вважається, що причиною є спроба цензурувати статтю Вікіпедії про голову Національних зборів Хуана Гуайдо, в якій він був позначений як «51-й Президент Боліваріанської Республіки Венесуела». Зібрана інформація також показує кілька вебсайтів, які були недавно цензуровані, а це означає, що політична нестабільність у країні може бути основною причиною посилення контролю над Інтернетом. 
Аналітичний ресурс VE sin Filtro також зібрав інформацію про блокування, повідомляючи, що вона складається з нерегулярно ефективного блокування,  блокування шляхом фільтрації HTTP відповідно до SNI (Server Name Indication) і перешкоджанню встановленнь з'єднання з сервером з високою частотою. Група повідомила, що, на їхню думку, блокування припинилася 13 січня о 4:50 вечора, але потім ця інформація не підтвердилася. 
Деякі ЗМІ прямо або побічно згадували Вікіпедію і блокування, виступаючи з тієї чи іншої сторони конфлікту. 